# Linha 2 do Metrô de Caracas
A Linha 2: El Silencio ↔ Las Adjuntas / Zoológico é uma das linhas em operação do Metrô de Caracas, inaugurada no dia 4 de outubro de 1987. Estende-se por cerca de 17,81 km. A cor distintiva da linha é o verde.
Possui um total de 13 estações em operação, das quais 8 são subterrâneas, 3 são superficiais e 2 são elevadas. As estações Capuchinos e El Silencio possibilitam integração com outras linhas do Metrô de Caracas, enquanto que a Estação Las Adjuntas possibilita integração com as linhas do Metrô de Los Teques.
A linha é operada pela C. A. Metro de Caracas. Atende o município Libertador, que integra o Distrito Capital.

## Trechos
A Linha 2, ao longo dos anos, foi sendo ampliada a medida que novos trechos eram entregues. A tabela abaixo lista cada trecho construído, junto com sua data de inauguração, o número de estações inauguradas e o número de estações acumulado:
| Trecho                | Inauguração           | N.º de estações entregue | N.º de estações acumulado |
| --------------------- | --------------------- | ------------------------ | ------------------------- |
| La Paz ↔ Mamera       | 4 de outubro de 1987  | 9                        | 9                         |
| Mamera ↔ Las Adjuntas | 4 de outubro de 1987  | 9                        | 9                         |
| Mamera ↔ Zoológico    | 4 de outubro de 1987  | 9                        | 9                         |
| El Silencio ↔ La Paz  | 6 de novembro de 1988 | 4                        | 13                        |

## Estações

### Trecho Troncal
| Nome        | Inauguração           | Município  | Integração | Posição     | Latitude      | Longitude     |
| ----------- | --------------------- | ---------- | ---------- | ----------- | ------------- | ------------- |
| El Silencio | 6 de novembro de 1988 | Libertador |            | Subterrânea | 10° 30' 23" N | 66° 54' 55" O |
| Capuchinos  | 6 de novembro de 1988 | Libertador |            | Subterrânea | 10° 29' 58" N | 66° 55' 30" O |
| Maternidad  | 6 de novembro de 1988 | Libertador | -          | Subterrânea | 10° 29' 42" N | 66° 55' 59" O |
| Artigas     | 6 de novembro de 1988 | Libertador | -          | Subterrânea | 10° 29' 26" N | 66° 56' 30" O |
| La Paz      | 4 de outubro de 1987  | Libertador | -          | Subterrânea | 10° 29' 02" N | 66° 56' 53" O |
| La Yaguara  | 4 de outubro de 1987  | Libertador | -          | Subterrânea | 10° 28' 38" N | 66° 57' 35" O |
| Carapita    | 4 de outubro de 1987  | Libertador | -          | Subterrânea | 10° 28' 15" N | 66° 58' 15" O |
| Antímano    | 4 de outubro de 1987  | Libertador | -          | Subterrânea | 10° 27' 56" N | 66° 58' 43" O |
| Mamera      | 4 de outubro de 1987  | Libertador | -          | Superfície  | 10° 27' 32" N | 66° 59' 11" O |

### Ramal Las Adjuntas
| Nome         | Inauguração          | Município  | Integração | Posição    | Latitude      | Longitude     |
| ------------ | -------------------- | ---------- | ---------- | ---------- | ------------- | ------------- |
| Ruiz Pineda  | 4 de outubro de 1987 | Libertador | -          | Superfície | 10° 26' 13" N | 66° 59' 51" O |
| Las Adjuntas | 4 de outubro de 1987 | Libertador |            | Superfície | 10° 25' 33" N | 67° 00' 46" O |

### Ramal Zoológico
| Nome      | Inauguração          | Município  | Integração | Posição | Latitude      | Longitude     |
| --------- | -------------------- | ---------- | ---------- | ------- | ------------- | ------------- |
| Caricuao  | 4 de outubro de 1987 | Libertador | -          | Elevada | 10° 26' 05" N | 66° 58' 53" O |
| Zoológico | 4 de outubro de 1987 | Libertador | -          | Elevada | 10° 25' 59" N | 66° 58' 22" O |